# Virginia Slims of California 1989
Il Virginia Slims of California 1989 è stato un torneo di tennis giocato sul sintetico indoor.
È stata la 19ª edizione del torneo, che fa parte della categoria Tier III nell'ambito del WTA Tour 1989.
Si è giocato all'Oakland-Alameda County Coliseum Arena di Oakland negli Stati Uniti, dal 20 al 26 febbraio 1989.

## Campionesse

### Singolare
Zina Garrison ha battuto in finale  Larisa Neiland con il punteggio di 6–1, 6–1.

### Doppio
Patty Fendick /  Jill Hetherington hanno battuto in finale  Larisa Neiland /  Nataša Zvereva con il punteggio di 7–5, 3–6, 6–2.